# West Indies Cricket Team in Indien in der Saison 1966/67
Die Tour der West Indies Cricket Teams nach Indien in der Saison 1966/67 fand vom 13. Dezember 1966 bis zum 18. Januar 1967 statt. Die internationale Cricket-Tour war Bestandteil der Internationalen Cricket-Saison 1966/67 und umfasste drei Tests. Die West Indies gewannen die Serie 2–0.

## Vorgeschichte
Für beide Mannschaften war es die erste Tour der Saison.
Das letzte Aufeinandertreffen der beiden Mannschaften bei einer Tour fand in der Saison 1961/62 in den West Indies statt.

## Stadien
Die folgenden Stadien wurden für die Tour als Austragungsort vorgesehen.
| Stadion                   | Stadt    | Kapazität | Spiele  |
| ------------------------- | -------- | --------- | ------- |
| Brabourne Stadium         | Bombay   | 25.000    | 1. Test |
| Eden Gardens              | Kalkutta | 82.000    | 2. Test |
| M. A. Chidambaram Stadium | Madras   | 46.000    | 3. Test |

## Kaderlisten
Die Mannschaften benannten die folgenden Kader.
| Test | Test |
| Indien | West Indies |
| --- | --- |
| - Nawab of Pataudi (K) - Abbas Ali Baig - Bishan Bedi - Chandu Borde - Bhagwath Chandrasekhar - Salim Durani - Farokh Engineer (wk) - Motganhalli Jaisimha - Budhi Kunderan (wk) - Bapu Nadkarni - Erapalli Prasanna - Dilip Sardesai - Hanumant Singh - Venkataraman Subramanya - Rusi Surti - Srinivas Venkataraghavan - Ajit Wadekar | - Garry Sobers (K) - Basil Butcher - Robin Bynoe - Lance Gibbs - Charlie Griffith - Wes Hall - Jackie Hendriks (wk) - David Holford - Conrad Hunte - Rohan Kanhai - Clive Lloyd - Seymour Nurse |

## Tests

### Erster Test in Bombay
| 13. – 18. Dezember Scorecard | Mumbai (BS) | Indien 296 (109.4) & 316 (111.5)  | – | West Indies 421 (161.5) & 192-4 (64.1) |
|                              |             | West Indies gewinnt mit 6 Wickets |   |                                        |

Indien gewann den Münzwurf und entschied sich als Schlagmannschaft zu beginnen.

### Zweiter Test in Kalkutta
| 31. Dezember – 5. Januar Scorecard | Kalkutta | West Indies 390 (138)                             | – | Indien 167 (85.5) & 178 (77.4) (f/o) |
|                                    |          | West Indies gewinnt mit einem Innings und 45 Runs |   |                                      |

Die West Indies gewannen den Münzwurf und entschieden sich als Schlagmannschaft zu beginnen.

### Dritter Test in Madras
| 13. – 18. Januar Scorecard | Madras | Indien 404 (143.2) & 323 (105.4) | – | West Indies 406 (132) & 270-7 (93) |
|                            |        | Remis                            |   |                                    |

Indien gewann den Münzwurf und entschied sich als Schlagmannschaft zu beginnen.